# Дермански, Марси
Марси Дермански (англ. Marcy Dermansky; род. 1969)  —  американский писатель, редактор и критик. 

## Карьера
Её дебютный роман «Близнецы» вышел в свет в 2005 году издательством William Morrow and Company. «Плохая Мари», её второй роман, был опубликован в 2010 году издательством Harper Perennial. В России его появление в переводе было осуществлено в 2013 году Центрполиграфом. Её третий роман «Красная машина» был опубликован Liveright в 2016 году . Книга была названа лучшим изданием года журналами Buzzfeed, The San Francisco Chronicle, Flavorwire и Huffington Post, а также попала в ежегодный Выбор редакции  New York Times. Её четвертый роман «Очень хорошо», опубликованный Knopf, вышел 2 июля 2019 года.
Дермански была отмечена стипендиями от МакДауэлла и  Эдварда Олби. Она является лауреатом премии Smallmouth Press 2002 года   и премии журнала Story Magazine  имени Карсона Маккаллерс в 99-м. Её рассказы были опубликованы во многих литературных журналах, в том числе McSweeneys, The Alaska Quarterly Review и The Indiana Review, и включены в ряд антологий.